# Xã Kottke Valley, Quận McHenry, Bắc Dakota
Xã Kottke Valley (tiếng Anh: Kottke Valley Township) là một xã thuộc quận McHenry, tiểu bang Bắc Dakota, Hoa Kỳ. Năm 2010, dân số của xã này là 49 người.